# Айдагулово
Айдагулово (баш. Айҙағол) — деревня в Никифаровском сельсовете Альшеевского района Республики Башкортостан России.

## История
Статус деревня посёлок приобрёл согласно Закону Республики Башкортостан от 20 июля 2005 года N 211-з «О внесении изменений в административно-территориальное устройство Республики Башкортостан в связи с образованием, объединением, упразднением и изменением статуса населенных пунктов, переносом административных центров», ст.1

6. Изменить статус следующих населенных пунктов, установив тип поселения — деревня:

…

2) в Альшеевском районе:

б) поселка Айдагулово Никифаровского сельсовета

## Население
| 2002 | 2009 | 2010 |
| ---- | ---- | ---- |
| 86   | ↗94  | ↘72  |

Национальный состав
Согласно переписи 2002 года, преобладающая национальность — татары (98 %).

## Географическое положение
Расстояние до:
- районного центра (Раевский): 39 км,
- центра сельсовета (Никифарово): 26 км,
- ближайшей железнодорожной станции (Аксеново): 6 км.